# Marciano José do Nascimento
Marciano José do Nascimento (Chapadinha, 12 luglio 1980) è un ex calciatore brasiliano, di ruolo centrocampista.

## Caratteristiche tecniche
Marciano veniva schierato prevalentemente come centrocampista difensivo.

## Carriera

### Club
Marciano giocò nel Moto Club, nel Čelik Zenica, nel Sarajevo, nel Široki Brijeg.
Approdato al Sarajevo in vista del campionato 2006-2007, ha contribuito alla vittoria finale del titolo da parte della sua squadra. In virtù delle sue prestazioni stagionali, ha ricevuto il premio Ismir Pintol, riservato al giocatore più combattivo della squadra.
È passato poi ai norvegesi del Sandefjord, su richiesta specifica dell'allenatore Pat Walker. Ha esordito in Eliteserien il 16 marzo 2009, schierato titolare nella vittoria per 3-1 sul Brann. Il 16 maggio ha segnato nella sconfitta per 4-1 sul campo dello Stabæk, realizzando così il primo gol nella massima divisione locale. Ha lasciato la squadra al termine del campionato 2010, con un anno d'anticipo sulla naturale scadenza del contratto.
Dal 2011, tornò al Široki Brijeg.

## Statistiche

### Presenze e reti nei club
Statistiche aggiornate al 7 ottobre 2021.
| Stagione             | Club                 | Campionato           | Campionato | Campionato | Coppe nazionali | Coppe nazionali | Coppe nazionali | Coppe continentali | Coppe continentali | Coppe continentali | Supercoppe | Supercoppe | Supercoppe | Totale | Totale |
| Stagione             | Club                 | Comp                 | Pres       | Reti       | Comp            | Pres            | Reti            | Comp               | Pres               | Reti               | Comp       | Pres       | Reti       | Pres   | Reti   |
| -------------------- | -------------------- | -------------------- | ---------- | ---------- | --------------- | --------------- | --------------- | ------------------ | ------------------ | ------------------ | ---------- | ---------- | ---------- | ------ | ------ |
| 2005-2006            | Čelik Zenica         | PL                   | ?          | ?          | CBE             | ?               | ?               | -                  | -                  | -                  | -          | -          | -          | ?      | ?      |
| 2006-2007            | Sarajevo             | PL                   | ?          | ?          | CBE             | ?               | ?               | CU                 | 0                  | 0                  | -          | -          | -          | ?      | ?      |
| 2007-2008            | Široki Brijeg        | PL                   | ?          | ?          | CBE             | ?               | ?               | CU                 | 2                  | 0                  | -          | -          | -          | 2+     | 0+     |
| 2008-gen. 2009       | Široki Brijeg        | PL                   | ?          | ?          | CBE             | ?               | ?               | CU                 | 4                  | 0                  | -          | -          | -          | 4+     | 0+     |
| 2009                 | Sandefjord           | ES                   | 25         | 1          | CN              | 2               | 0               | -                  | -                  | -                  | -          | -          | -          | 27     | 1      |
| 2010                 | Sandefjord           | ES                   | 14         | 0          | CN              | 1               | 0               | -                  | -                  | -                  | -          | -          | -          | 15     | 0      |
| Totale Sandefjord    | Totale Sandefjord    | Totale Sandefjord    | 39         | 1          |                 | 3               | 0               |                    | -                  | -                  |            | -          | -          | 42     | 1      |
| gen.-giu. 2011       | Široki Brijeg        | PL                   | 11         | 0          | CBE             | 1               | 0               | -                  | -                  | -                  | -          | -          | -          | 12     | 0      |
| 2011-2012            | Široki Brijeg        | PL                   | 25         | 0          | CBE             | ?               | ?               | CU                 | 0                  | 0                  | -          | -          | -          | 25+    | 0+     |
| Totale Široki Brijeg | Totale Široki Brijeg | Totale Široki Brijeg | 39         | 1          |                 | 3               | 0               |                    | -                  | -                  |            | -          | -          | 42     | 1      |
| Totale               | Totale               | Totale               | 102+4+     | 2+0+       |                 | 11+             | 0+              |                    | -                  | -                  |            | -          | -          | 117+   | 2+     |

## Palmarès

### Club

#### Competizioni statali
- Campionato Maranhense: 1

Moto Club: 2004

#### Competizioni nazionali
- Campionato bosniaco: 1

Sarajevo: 2006-2007